# Чернов, Евгений Александрович
Евге́ний Алекса́ндрович Черно́в (род. 23 октября 1992, Томск) — российский футболист, защитник «Ростова».

## Клубная карьера
Воспитанник томского футбола. Летом 2010 года впервые попал в заявку «Томи» для участия в чемпионате России. 13 августа в матче с «Крыльями Советов» (0:3) дебютировал в составе молодёжной команды.
Летом 2011 года вместе с товарищем по команде Дмитрием Ефремовым ездил на просмотр в клуб «Мостовик-Приморье» Уссурийск, но в команду не перешёл.
В 2011 году стал привлекаться к тренировкам с первой командой. Несколько раз попадал в заявки на матчи премьер-лиги, но на поле так и не появлялся. 27 апреля 2012 года, в игре с «Амкаром» (0:0), дебютировал в премьер-лиге. Вышел на поле на 80-й минуте, заменив Никиту Баженова.
18 июля 2012 года Чернов на правах аренды до конца сезона 2012/13 перешёл в «Газовик» Оренбург. За сезон принял участие в 19 матчах и забил 4 гола, чем помог клубу вернуться в ФНЛ.
Перед началом сезона 2013/14 прошёл один сбор с «Томью», после чего отправился на просмотр в «Химик» Дзержинск, выступвший в первенстве ФНЛ. 11 июля «Химик» дозаявил Чернова, который перешёл в команду на правах аренды. В сезоне 2013/14 Чернов вышел на поле в 26 матчах первенства ФНЛ и помог команде сохранить место в лиге. Там же выступал на правах аренды в сезоне 2014/15, что не помогло команде избежать вылета во второй дивизион.
2 июля 2015 года стало известно, что в сезоне 2015/16 Чернов на правах аренды будет выступать за красноярский «Енисей». За команду выступал до зимнего перерыва, пока «Томь» не решила вернуть футболиста в свой состав. За это время Чернов принял участие в 18 матчах в ФНЛ и в двух в Кубке России. Кроме того, в январе 2016 года футболистом заинтересовались клубы «Краснодар» и «Зенит-2», и в скором времени он перешёл в «Зенит», в котором дебютировал 22 сентября 2016 года в гостевом матче 1/16 финала Кубка России против ФК «Тамбов».
Перед сезоном 2017/18 был отдан в годичную аренду в клуб премьер-лиги «Тосно». Дебютировал 15 июля в домашнем матче первого тура против «Уфы».
10 февраля 2019 года в качестве свободного агента перешёл в «Ростов». 31 августа 2019 года в матче 8-го тура РПЛ против московского «Локомотива» на 1-й компенсированной минуте второго тайма при счёте 2:1 в пользу «Ростова» сначала отразил ногой удар Фёдора Смолова по пустым воротам «Ростова», а затем боком парировал добивание в исполнении Луки Джорджевича. Оба эти сэйва Чернова стали объектом широкого освещения в спортивных СМИ: испанское издание AS назвало случившееся лучшими оборонительными действиями за последнее 10-летие, а портал Transfermarkt призвал европейские клубы обратить на Чернова внимание, указав рыночную стоимость игрока в размере 2 млн евро.
6 октября 2020 года перешёл в «Краснодар» за 3 млн евро. Летом 2022 года на правах аренды пополнил состав «Ростова», а в июне 2023 года подписал с клубом трёхлетний контракт. 22 января 2025 года был арендован «Балтикой» до конца сезона 2024/25.

## Карьера в сборной
31 марта 2011 года вместе с партнёром по команде Дмитрием Никитинским Чернов был вызван в юношескую сборную России (игроки 1992 года рождения) для участия в проходящем в Португалии турнире 29th International Tournament Juniors «А». 19 апреля, в матче с французами (0:0), Чернов дебютировал в составе сборной. Он появился на поле на 62 минуте встречи, выйдя на замену.
16 августа 2017 года попал в расширенный состав сборной России для участия в учебно-тренировочном сборе в Новогорске.

## Статистика
| Выступление         | Выступление      | Выступление      | Лига | Лига | Кубок | Кубок | Еврокубки | Еврокубки | Итого | Итого |
| Клуб                | Лига             | Сезон            | Игры | Голы | Игры  | Голы  | Игры      | Голы      | Игры  | Голы  |
| ------------------- | ---------------- | ---------------- | ---- | ---- | ----- | ----- | --------- | --------- | ----- | ----- |
| Томь                | Премьер-лига     | 2011/12          | 1    | 0    | —     | —     | —         | —         | 1     | 0     |
| Томь                | Итого            | Итого            | 1    | 0    | —     | —     | —         | —         | 1     | 0     |
| → Газовик           | 2 дивизион       | 2012/13          | 19   | 4    | 2     | 0     | —         | —         | 21    | 4     |
| → Газовик           | Итого            | Итого            | 19   | 4    | 2     | 0     | —         | —         | 21    | 4     |
| → Химик (Дзержинск) | ФНЛ              | 2013/14          | 26   | 0    | 0     | 0     | —         | —         | 26    | 0     |
| → Химик (Дзержинск) | ФНЛ              | 2014/15          | 32   | 1    | 2     | 0     | —         | —         | 34    | 1     |
| → Химик (Дзержинск) | Итого            | Итого            | 58   | 1    | 2     | 0     | —         | —         | 60    | 1     |
| → Енисей            | ФНЛ              | 2015/16          | 18   | 0    | 2     | 0     | —         | —         | 20    | 0     |
| → Енисей            | Итого            | Итого            | 18   | 0    | 2     | 0     | —         | —         | 20    | 0     |
| Зенит (СПб)         | Премьер-лига     | 2016/17          | 6    | 0    | 1     | 0     | —         | —         | 7     | 0     |
| Зенит (СПб)         | Премьер-лига     | 2018/19          | 5    | 0    | 1     | 0     | 0         | 0         | 6     | 0     |
| Зенит (СПб)         | Итого            | Итого            | 11   | 0    | 2     | 0     | 0         | 0         | 13    | 0     |
| → Зенит-2           | ФНЛ              | 2015/16          | 13   | 0    | —     | —     | —         | —         | 13    | 0     |
| → Зенит-2           | ФНЛ              | 2016/17          | 25   | 1    | —     | —     | —         | —         | 25    | 1     |
| → Зенит-2           | Итого            | Итого            | 38   | 1    | —     | —     | —         | —         | 38    | 1     |
| → Тосно             | Премьер-лига     | 2017/18          | 25   | 0    | 4     | 0     | —         | —         | 29    | 0     |
| → Тосно             | Итого            | Итого            | 25   | 0    | 4     | 0     | —         | —         | 29    | 0     |
| Ростов              | Премьер-лига     | 2018/19          | 12   | 0    | 3     | 0     | —         | —         | 15    | 0     |
| Ростов              | Премьер-лига     | 2019/20          | 29   | 0    | 0     | 0     | —         | —         | 29    | 0     |
| Ростов              | Премьер-лига     | 2020/21          | 9    | 1    | —     | —     | 1         | 0         | 10    | 1     |
| Ростов              | Премьер-лига     | → 2022/23        | 23   | 2    | 7     | 0     | —         | —         | 30    | 2     |
| Ростов              | Премьер-лига     | 2023/24          | 9    | 0    | 1     | 0     | —         | —         | 10    | 0     |
| Ростов              | Итого            | Итого            | 82   | 3    | 11    | 0     | 1         | 0         | 94    | 3     |
| Краснодар           | Премьер-лига     | 2020/21          | 18   | 0    | 1     | 0     | 7         | 0         | 26    | 0     |
| Краснодар           | Премьер-лига     | 2021/22          | 10   | 0    | —     | —     | —         | —         | 10    | 0     |
| Краснодар           | Итого            | Итого            | 28   | 0    | 1     | 0     | 7         | 0         | 36    | 0     |
| Всего за карьеру    | Всего за карьеру | Всего за карьеру | 280  | 9    | 24    | 0     | 8         | 0         | 312   | 9     |

## Достижения
«Газовик»
- Победитель Первенства ПФЛ (Зона «Урал-Поволжье»): 2012/13

«Зенит»
- Бронзовый призёр чемпионата России: 2016/17

«Тосно»
- Обладатель Кубка России: 2017/18

«Балтика»
- Чемпион Первой лиги: 2024/25